# Корона (5-й сезон)
Пятый сезон сериала «Корона», рассказывающего о жизни и правлении королевы Елизаветы II, был выпущен на Netflix 9 ноября 2022 года. Это первый сезон сериала, который вышел после смерти принца Филиппа (9 апреля 2021 года) и смерти королевы Елизаветы II (8 сентября 2022 года). Основной сюжетной линией стали события 1990-х годов, в том числе развод принца Чарльза и леди Дианы. Роль Елизаветы в пятом сезоне сыграла Имельда Стонтон.

## Сюжет
Сериал «Корона» рассказывает о жизни королевы Елизаветы II, начиная с её свадьбы в 1947 году.
Сюжетная линия пятого сезона охватит период 1991—1997 годов, в который войдут правление консервативного правительства Джона Мейджора, супружеские разводы трёх детей королевы и герцога Эдинбургского, публикация книги английского журналиста Эндрю Мортона «Диана: её правдивая история» (май 1992 года), пожар в Виндзорском замке и речь Елизаветы II об «ужасном годе» (annus horribilis) на торжественном мероприятии в честь Рубинового юбилея её царствования по случаю 40-летнего пребывания на престоле (ноябрь 1992 года), публикация таблоидами расшифровки интимного телефонного разговора Чарльза и Камиллы (январь 1993 года), телевизионные интервью Чарльза (июнь 1994 года) и Дианы (ноябрь 1995 года) о проблемах в своём брачном союзе, визит Елизаветы II и принца Филиппа в Россию (октябрь 1994 года), победа лейбористов во главе с Тони Блэром на парламентских выборах в мае 1997 года и церемония передачи Гонконга от Великобритании Китаю (лето 1997 года).

## В ролях

### Основной состав
- Имельда Стонтон — королева Елизавета II[4]
  - Клэр Фой — молодая королева Елизавета II
- Джонатан Прайс — принц Филипп, герцог Эдинбургский, муж Елизаветы[4]
- Лесли Мэнвилл — принцесса Маргарет, графиня Сноудон, младшая сестра Елизаветы[4]
  - Ванесса Кёрби — молодая принцесса Маргарет
- Доминик Уэст — Чарльз, принц Уэльский, старший сын Елизаветы и Филиппа и их наследник[4]
- Джонни Ли Миллер — Джон Мейджор, премьер-министр (1990—1997)[4]
- Оливия Уильямс — Камилла Паркер-Боулз, многолетняя любовница принца Чарльза[5]
- Клаудия Харрисон — принцесса Анна, второй ребёнок Елизаветы и Филиппа и их единственная дочь[6]
- Наташа Макэлхон — Пенелопа Нэтчбулл, леди Ромси, жена лорда Ромси, троюродного брата принца Чарльза
- Марсия Уоррен — королева Елизавета, королева-мать, вдова короля Георга VI и мать Елизаветы II и Маргарет[7]
- Элизабет Дебики — Диана, принцесса Уэльская, жена Чарльза[4]

Актёры, указанные в основных титрах только одного эпизода, где они играют важную роль:
- Салим Дау — Мохаммед аль-Файед, отец Доди аль-Файеда[8]
  - Амир Эль-Марси — молодой Мохаммед аль-Файед[9]
- Халид Абдалла — Доди аль-Файед, возлюбленный Дианы, погибший вместе с ней в автокатастрофе 1997 года[10]
- Алекс Дженнингс — Дэвид, герцог Виндзорский, дядя Елизаветы по отцовской линии и бывший король Великобритании, отрёкшийся от престола в 1936 году
  - Адам Бьюкенан — молодой Эдуард, принц Уэльский
- Лия Уильямс — Уоллис, герцогиня Виндзорская, американская жена герцога Виндзорского
- Тимоти Далтон — Питер Таунсенд, мужчина, за которого Маргарет когда-то надеялась выйти замуж[11]
  - Бен Майлз — молодой Питер Таунсенд
- Прасанна Пуванараджа — Мартин Башир, журналист, бравший интервью у принцессы Дианы[12]
- Берти Карвел — Тони Блэр, премьер-министр (1997—2007)[13]

### Второстепенный состав
- Флора Монтгомери — Норма Мейджор, жена Джона Мейджора[14]
- Эндрю Хэвилл — Роберт Феллоуз, личный секретарь королевы и шурин принцессы Дианы[15]
- Джеймс Мюррей — принц Эндрю, третий ребёнок Елизаветы и Филиппа[15]
- Сенан Уэст — Уильям, принц Уэльский, старший сын Чарльза и Дианы, второй человек в очереди на британский престол[16]
  - Тимоти Самбор — молодой принц Уильям
- Хумаюн Саид — доктор Хаснат Хан, любовник Дианы в период 1995—1997 гг.[17]
- Лидия Леонард — Шери Блэр, жена Тони Блэра[18]
- Джуд Акувидике — Сидни Джонсон, конюший герцога Виндзорского
  - Джошуа Кекана — молодой Сидни Джонсон
- Оливер Крис — Джеймс Колтхёрст, близкий друг принцессы Дианы
- Джейми Гловер — Патрик Джефсон, личный секретарь принцессы Дианы
- Аластер Маккензи — Ричард Эйлард, личный секретарь принца Чарльза
- Анатолий Котенёв — Борис Ельцин, президент России
- Фил Камбас — Чарльз Спенсер, граф Спенсер, младший брат принцессы Дианы
- Ричард Райкрофт — Джордж Кэри, архиепископ Кентерберийский

### Приглашённые актёры
- Эмма Лэрд Крэг — Сара, герцогиня Йоркская, жена Эндрю[15]
- Сэм Вулф — принц Эдвард, самый младший ребёнок Елизаветы и Филиппа[14]
- Уилл Пауэлл — Гарри, принц Уэльский, младший сын Чарльза и Дианы и третий в очереди на британский престол
  - Тедди Хоули — молодой принц Гарри
- Чайма Абделькарими — молодая Самира Хашогги[19]
- Филиппин Леруа-Больё — Моник Риц, вдова Шарля Рица[20]
- Тео Фрейзер Стил — Тимоти Лоренс, второй муж принцессы Анны
- Дэниел Флинн — Эндрю Паркер-Боулз, муж Камиллы
- Эмилия Лазенби — Лора Паркер-Боулз, дочь Камиллы
- Джеймс Харпер-Джонс — Том Паркер-Боулз, сын Камиллы
- Ричард Диллэйн — Георг V, отец Эдуарда VIII и Георга VI и дед Елизаветы II
- Кандида Бенсон — королева Мария, жена Георга V, мать Эдуарда VIII и Георга VI и бабушка Елизаветы II
- Алексей Дякин — Николай II, царь России и двоюродный брат Георга V по материнской линии
- Аня Антонович — Александра Фёдоровна, царица России и двоюродная сестра Георга V по отцовской линии
- Анастасия Эверолл — великая княжна Ольга Николаевна, старшая дочь Николая II и Александры
- Джулия Хаворт — великая княжна Татьяна Николаевна, вторая дочь Николая II и Александры
- Тамара Сулханишвили — великая княжна Мария Николаевна, третья дочь Николая II и Александры
- Эми Фурман — великая княжна Анастасия Николаевна, четвёртая дочь Николая II и Александры
- Уильям Билецкий — цесаревич Алексей Николаевич, единственный сын Николая II и Александры
- Олег Мирочников — доктор Евгений Боткин, лейб-медик царской семьи
- Гедиминас Адомайтис — Яков Юровский, непосредственный руководитель расстрела царской семьи
- Эллиот Коуэн — Нортон Нэтчбулл, лорд Ромси, внук лорда Маунтбеттена
- Эдвард Пауэлл — Николас Нэтчбулл, сын лорда и леди Ромси
- Элоди Викерс — Александра Нэтчбулл, дочь лорда и леди Ромси
- Анатолий Котенёв — Борис Ельцин, Президент Российской Федерации
- Марина Шиманская — Наина Ельцина, первая леди Российской Федерации
- Хейдн Гуинн — леди Сьюзен Хасси, старшая придворная дама Елизаветы II
- Эндрю Стил — Эндрю Мортон, биограф принцессы Дианы
- Мартин Тёрнер — Дэвид Огилви, 13-й граф Эйрли

## Эпизоды
| № общий | № в сезоне | Название                                              | Режиссёр            | Автор сценария | Дата премьеры |
| ------- | ---------- | ----------------------------------------------------- | ------------------- | -------------- | ------------- |
| 41      | 1          | «Синдром королевы Виктории» «Queen Victoria Syndrome» | Джессика Хоббс      | Питер Морган   | 9 ноября 2022 |
| 42      | 2          | «Cистема» «The System»                                | Джессика Хоббс      | Питер Морган   | 9 ноября 2022 |
| 43      | 3          | «Момо» «Mou Mou»                                      | Алекс Габасси       | Питер Морган   | 9 ноября 2022 |
| 44      | 4          | «Ужасный год» «Annus Horribilis»                      | Мэй эль-Тухи        | Питер Морган   | 9 ноября 2022 |
| 45      | 5          | «Путь вперёд» «The Way Ahead»                         | Мэй эль-Тухи        | Питер Морган   | 9 ноября 2022 |
| 46      | 6          | «Дом Ипатьева» «Ipatiev House»                        | Кристиан Швохов     | Питер Морган   | 9 ноября 2022 |
| 47      | 7          | «Неопределённость» «No Woman's Land»                  | Эрик Рихтер Страндт | Питер Морган   | 9 ноября 2022 |
| 48      | 8          | «Порох» «Gunpowder»                                   | Эрик Рихтер Страндт | Питер Морган   | 9 ноября 2022 |
| 49      | 9          | «Пара № 31» «Couple 31»                               | Кристиан Швохов     | Питер Морган   | 9 ноября 2022 |
| 50      | 10         | «Списанные» «Decommissioned»                          | Алекс Габасси       | Питер Морган   | 9 ноября 2022 |

## Производство и премьера
Изначально предполагалось, что всего будет шесть сезонов, в январе 2020 года Питер Морган заявил в интервью, что пятый сезон станет финальным, но в июле того же года выяснилось, что шестой сезон всё-таки будет снят.
Первые новости о работе над пятым сезоном появились в январе 2020 года. В частности, стало известно, что роль королевы достанется Имельде Стонтон. Леди Диану сыграет Элизабет Дебики, роль принцессы Маргарет на этот раз достанется Лесли Мэнвилл. Принца Филиппа сыграет Джонатан Прайс, принца Чарльза — Доминик Уэст.
Съёмки пятого сезона начались в июне 2021 года. Годовой перерыв в съёмках между окончанием четвертого и началом пятого сезона был предусмотрен графиком производства сериала и не связан с пандемией COVID-19.
Премьера состоялась 9 ноября 2022 года. Пятый сезон, как и предыдущие, был выпущен в день премьеры весь целиком.